# Volare Airlines (Itália)
A Volare Airlines, opera como volareweb.com, que é uma companhia aérea low-cost baseada em Itália.